# Kanton Sainte-Hermine
Der Kanton Sainte-Hermine war von 1790 bis 2015 ein französischer Kanton im Arrondissement Fontenay-le-Comte, im Département Vendée und in der Region Pays de la Loire; sein Hauptort war Sainte-Hermine.

## Gemeinden
Der Kanton Sainte-Hermine bestand aus elf Gemeinden. Diese waren:
| Gemeinde                            | Einwohner Jahr | Fläche km² | Bevölkerungsdichte | Code INSEE | Postleitzahl |
| ----------------------------------- | -------------- | ---------- | ------------------ | ---------- | ------------ |
| La Caillère-Saint-Hilaire           | 1.100 (2013)   | 15,28      | 72 Einw./km²       | 85040      | 85410        |
| La Chapelle-Thémer                  | 371 (2013)     | 15,1       | 25 Einw./km²       | 85056      | 85210        |
| La Jaudonnière                      | 622 (2013)     | 8,27       | 75 Einw./km²       | 85115      | 85110        |
| La Réorthe                          | 1.106 (2013)   | 23,88      | 46 Einw./km²       | 85188      | 85210        |
| Saint-Aubin-la-Plaine               | 521 (2013)     | 11,63      | 45 Einw./km²       | 85199      | 85210        |
| Saint-Étienne-de-Brillouet          | 558 (2013)     | 18,93      | 29 Einw./km²       | 85209      | 85210        |
| Sainte-Hermine                      | 2.857 (2013)   | 34,47      | 83 Einw./km²       | 85223      | 85210        |
| Saint-Jean-de-Beugné                | 594 (2013)     | 13,36      | 44 Einw./km²       | 85233      | 85210        |
| Saint-Juire-Champgillon             | 412 (2013)     | 20,75      | 20 Einw./km²       | 85235      | 85210        |
| Saint-Martin-Lars-en-Sainte-Hermine | 407 (2013)     | 18,81      | 22 Einw./km²       | 85248      | 85210        |
| Thiré                               | 573 (2013)     | 11,6       | 49 Einw./km²       | 85290      | 85210        |

## Bevölkerungsentwicklung
| 1962  | 1968  | 1975  | 1982  | 1990  | 1999  | 2010  |
| ----- | ----- | ----- | ----- | ----- | ----- | ----- |
| 9.089 | 8.585 | 8.124 | 7.812 | 7.428 | 7.394 | 8.603 |